# Salomonöarna i olympiska sommarspelen 2024
Salomonöarna deltog med en trupp på två idrottare vid de olympiska sommarspelen 2024 i Paris som hölls mellan den 24 juli och 11 augusti 2024. Det var 11:e raka sommar-OS som Salomonöarna deltog vid.

## Friidrott
Förkortningar
- Notera– Placeringar avser endast det specifika heatet.
- Q = Tog sig vidare till nästa omgång
- q = Tog sig vidare till nästa omgång som den snabbaste förloraren eller, i teknikgrenarna, genom placering utan att nå kvalgränsen
- i.u. = Omgången fanns inte i grenen
- Bye = Idrottaren behövde inte tävla i omgången

Gång- och löpgrenar
| Idrottare      | Gren           | Inledande omgång | Inledande omgång | Heat             | Heat             | Semifinal        | Semifinal        | Final            | Final            |
| Idrottare      | Gren           | Tid              | Placering        | Tid              | Placering        | Tid              | Placering        | Tid              | Placering        |
| -------------- | -------------- | ---------------- | ---------------- | ---------------- | ---------------- | ---------------- | ---------------- | ---------------- | ---------------- |
| Sharon Firisua | Damernas 100 m | 14,31 0PB0       | 9                | Gick inte vidare | Gick inte vidare | Gick inte vidare | Gick inte vidare | Gick inte vidare | Gick inte vidare |

## Simning
| Idrottare       | Gren                 | Heat  | Heat      | Semifinal        | Semifinal        | Final            | Final            |
| Idrottare       | Gren                 | Tid   | Placering | Tid              | Placering        | Tid              | Placering        |
| --------------- | -------------------- | ----- | --------- | ---------------- | ---------------- | ---------------- | ---------------- |
| Isabella Millar | Damernas 50 m frisim | 31,32 | 67        | Gick inte vidare | Gick inte vidare | Gick inte vidare | Gick inte vidare |